# Чешме-Хурзан
Чешме-Хурзан (перс. چشمه خورزن) — село в Ірані, у дегестані Мошкабад, в Центральному бахші, шахрестані Ерак остану Марказі. За даними перепису 2006 року, його населення становило 341 особу, що проживали у складі 124 сімей.

## Клімат
Середня річна температура становить 13,38°C, середня максимальна – 32,05°C, а середня мінімальна – -9,64°C. Середня річна кількість опадів – 232 мм.
| Клімат поселення                              | Клімат поселення | Клімат поселення | Клімат поселення | Клімат поселення | Клімат поселення | Клімат поселення | Клімат поселення | Клімат поселення | Клімат поселення | Клімат поселення | Клімат поселення | Клімат поселення | Клімат поселення |
| Показник                                      | Січ.             | Лют.             | Бер.             | Квіт.            | Трав.            | Черв.            | Лип.             | Серп.            | Вер.             | Жовт.            | Лист.            | Груд.            |                  |
| Середній максимум, °C                         | 8,61             | 10,81            | 16,50            | 22,40            | 27,06            | 31,04            | 32,05            | 31,18            | 27,72            | 21,90            | 15,61            | 9,10             |                  |
| Середня температура, °C                       | −0,51            | 1,70             | 7,38             | 13,29            | 17,94            | 21,93            | 25,58            | 24,73            | 21,26            | 15,46            | 9,17             | 2,65             |                  |
| Середній мінімум, °C                          | −9,64            | −7,41            | −1,75            | 4,18             | 8,81             | 12,79            | 19,13            | 18,28            | 14,81            | 9,00             | 2,70             | −3,8             |                  |
| Норма опадів, мм                              | 34               | 34               | 43               | 29               | 23               | 3                | 1                | 1                | 0                | 9                | 22               | 33               |                  |
| Середньомісячна швидкість вітру, м/с          | 1.67             | 1.98             | 2.51             | 2.82             | 2.64             | 2.50             | 2.71             | 2.34             | 2.13             | 1.96             | 1.91             | 1.24             |                  |
| Середньомісячна сонячна радіація, кДж/м²·день | 9326             | 12705            | 15185            | 18580            | 22442            | 26800            | 26039            | 24190            | 21097            | 15738            | 11189            | 9150             |                  |
| --------------------------------------------- | ---------------- | ---------------- | ---------------- | ---------------- | ---------------- | ---------------- | ---------------- | ---------------- | ---------------- | ---------------- | ---------------- | ---------------- | ---------------- |
| Джерело:                                      |                  |                  |                  |                  |                  |                  |                  |                  |                  |                  |                  |                  |                  |